# Ayran
L'ayran és una beguda composta de iogurt i d'aigua. Ayran és el seu nom en turc. El iogurt utilitzat prové de llet d'ovella i té un sabor espès, saborós i lleugerament àcid. S'acostuma a prendre amb sal i fins i tot amb pebre. És molt popular a Turquia, els Balcans, i a l'Orient Pròxim. Hi ha variants d'aquesta beguda que es prenen per tota l'Àsia occidental i meridional amb diferents noms. Se serveix freda i es pren com a acompanyant durant els àpats.
A Turquia, els restaurants internacionals de menjar ràpid com McDonalds i Burger King també ofereixen ayran.